# リッツ線

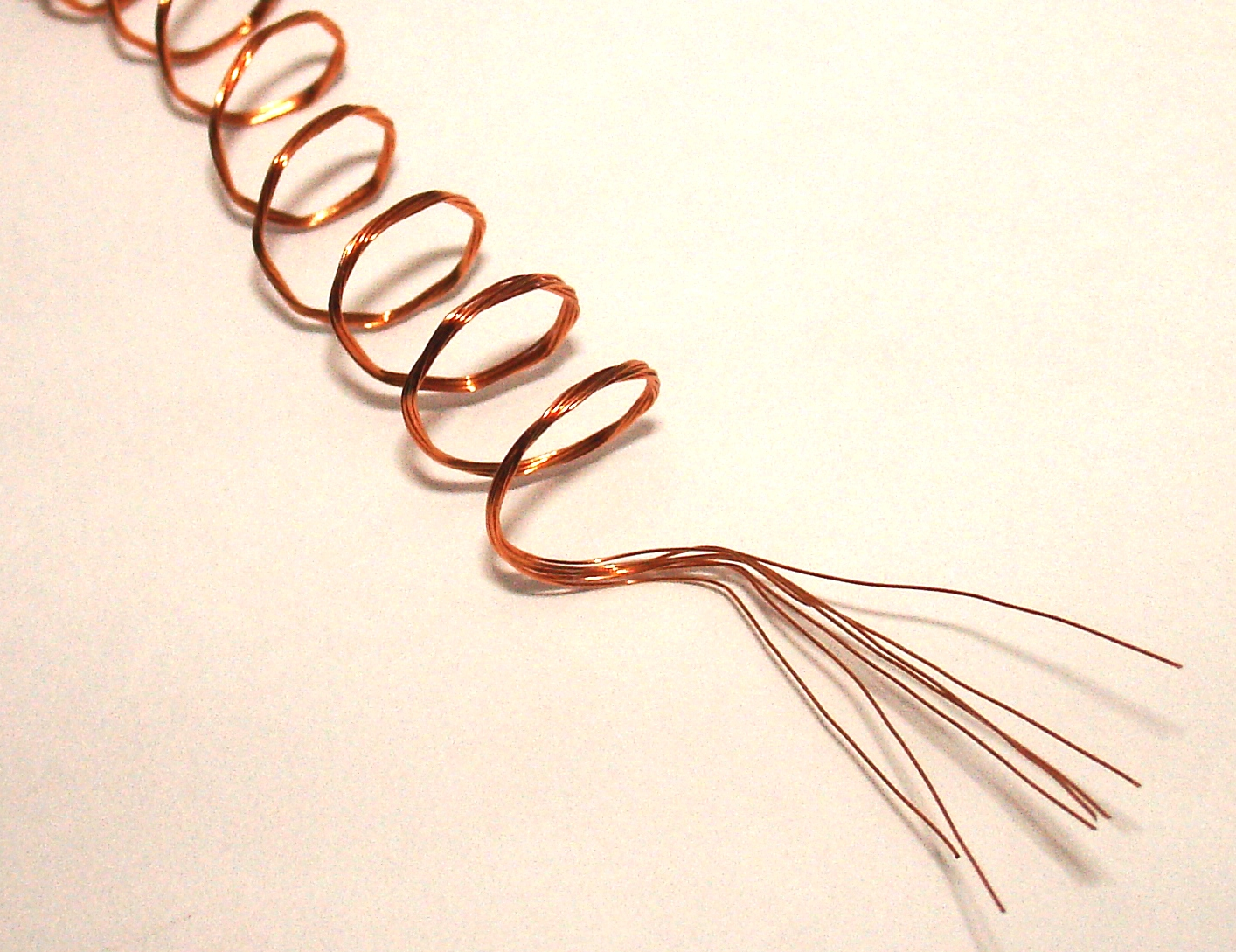
7本の細い絶縁銅線から成るリッツ線

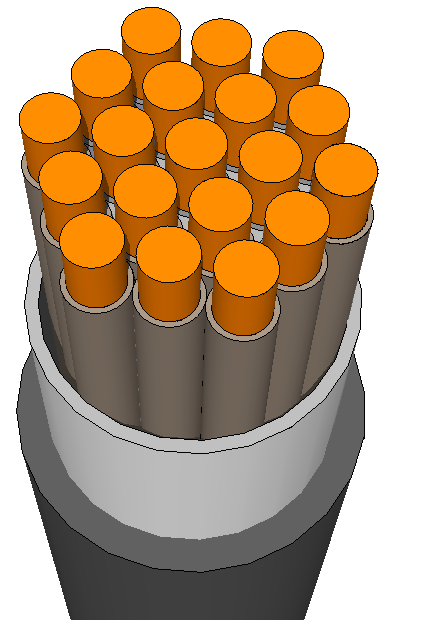
リッツ線は、互いに電気的に絶縁された複数の素線から成る。 通常、素線はひねってまとめられている。（この図ではひねられていない）

リッツ線（英: Litz wire）は、無線周波数の交流電流（AC）を伝送するために電子機器に使用されるある種の撚り線である。 リッツ線は、約1 MHzまでの周波数で使用できるように導体の表皮効果による損失を低減するように設計されている。また、撚り方の工夫により近接効果を低減しているものもある。
リッツ線はそれぞれ絶縁された複数の細い導体を撚り合わせて構成されている。（リッツ線を構成する個々の導体を素線という）
また、リッツ線は特殊な撚り合わせ方をすることで、全体を通して各素線が均等に導体の外側になるようにしている。これは電流を素線に均等に分配し、交流抵抗およびインピーダンスを下げる効果がある。

## 動作原理
リッツ線は、高い周波数の交流電流で発生する表皮効果による交流抵抗の増加を抑制する。（ただし、近接効果による増加がもたらされる）しかし約2MHz以上の周波数では近接効果の影響が無視できなくなり、リッツ線は単線よりも交流抵抗が大きくなってしまう。

### 表皮効果
導体の抵抗はその断面積に依存し、同じ長さであれば断面積の大きい導体の方が抵抗が小さい。しかし高周波では、交流電流は導体に誘導される渦電流のため、導体内部には深く浸透せず、表面近くを流れる傾向がある。そのため、実際に電流の流れる面積は導線の断面積より小さくなる。 これは表皮効果と呼ばれる。
表皮効果によって実際に電流の流れる断面積が減少するため、同じ導線であっても交流における抵抗値は直流における抵抗値よりも大きなものとなる。 また、電流の周波数が高いほど、電流が浸透する深さは小さくなり、電流は表面近くの狭い範囲に「密集」するため、導体の交流抵抗は周波数とともに増加する。
交流電流が導体に浸透する深さは、電流が1/e（およそ37%）まで減少する深さによって決定される。 これは表皮深さと呼ばれる。 表皮深さは周波数とともに減少する。 表皮深さが導体の直径より大きい低周波では、表皮効果は無視でき、電流分布や抵抗は直流とほとんど変わらない。 周波数が上がり、表皮深さが導体の直径より小さくなると、表皮効果は著しくなり、電流はますます表面近くに集中し、導体の単位長さあたりの抵抗は直流のときより大きくなる。
| 周波数 | 表皮深さ（μm） |
| ------ | -------------- |
| 60 Hz  | 7600           |
| 60 kHz | 250            |
| 6 MHz  | 25             |

## 用途

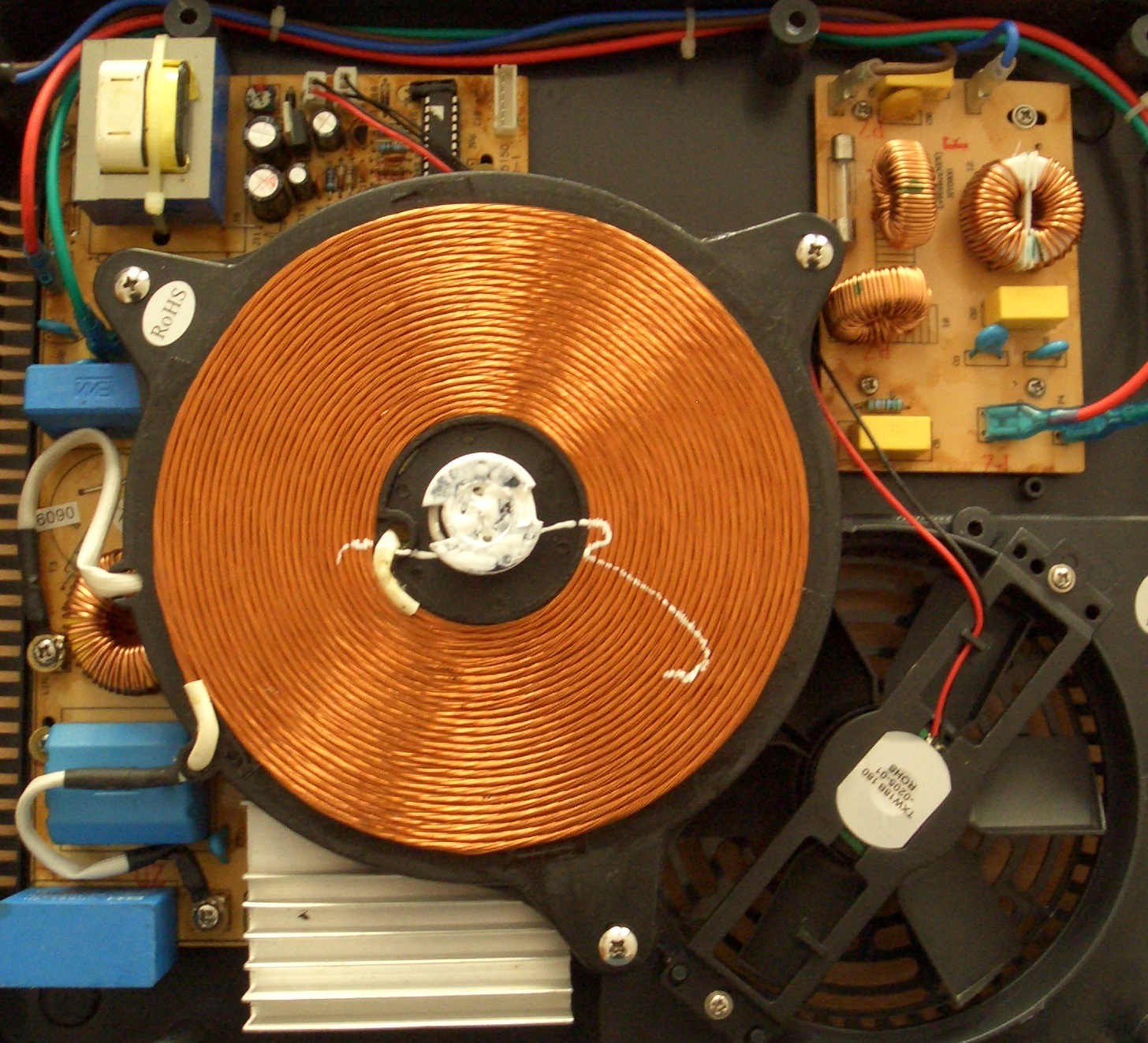
IH調理器を分解するとリッツ線で構成されたコイルが出てくる

撚り線の多くは材料疲労による完全な断線を避ける目的で用いられることが多いが、リッツ線は断線を避ける目的で用いられることはほとんどない。リッツ線はインダクタや変圧器の製造に使用され、特に表皮効果が顕著で近接効果がさらに深刻な問題となる高周波用途に使用される。リッツ線は、数十キロヘルツ台前半から数百キロヘルツ台後半の周波数の電力用途、すなわちIH調理器やワイヤレス充電の送信機で頻繁に見られる。 エナメル線の複数の平行撚り線は、一部のスイッチング電源の変圧器にも見られる。